# کوپن (اکلاهما)
کوپن(به انگلیسی: Copan) شهری در ایالت اکلاهما کشور ایالات متحده آمریکا است که جمعیت آن در سرشماری سال ۲۰۱۰ میلادی، ۷۳۳ نفر بوده‌است.